# Gilbert's Cabin
 (mars 2020).
Pour les articles homonymes, voir Gilbert.
La Gilbert's Cabin est une cabane américaine située dans le comté de Skagit, dans l'État de Washington. Protégée au sein du parc national des North Cascades, elle est inscrite au Registre national des lieux historiques depuis le 10 février 1989.